# Версхюринг, Хендрик
Хендрик Версхюринг (нидерл. Hendrik Verschuring; 1627 год, Горинхем — 1690 год, Дордрехт) — нидерландский живописец, рисовальщик и офортист Золотого века Нидерландов; известен многочисленными пейзажами с кавалеристами. Представитель позднего поколения голландских «итальянистов».

## Биография и творчество
Сын капитана пехоты, сожалевшего, что сын из-за физической слабости не мог стать военным. В восемь лет был отдан в ученики к портретисту Дирку Говертсу (en:Dirck Govertsz); в 13 — к пейзажисту Я. Боту; довершил своё художественное образование в Италии, где оставался несколько лет, начиная с 1644 года. Вернулся домой в 1662 году.
Заседал в магистрате голландского города Горинхема, но часто выезжал оттуда в места расположения войск для изучения сцен военного быта, изображения которого избрал своей специальностью. Писал преимущественно военные и разбойничьи сцены, для обстановки которых ему служили многочисленные этюды замков и других зданий, писанные с натуры в окрестностях Рима, Флоренции и Венеции.
Погиб в 1690 году близ Дордрехта на море от сильного шквала, опрокинувшего судно.

## Живописные произведения
- «Повозка», музей Бредиус, Гаага;
- «Кавалерия, атакующая крепость», ок. 1677, Лондонская Национальная галерея (картина на сайте музея);
- рисунки, Лувр, Париж (рисунки на сайте музея);
- «После боя», Музей зарубежного искусства (Рига);
- «Кузнец» (Эрмитаж)[5];
- «Водопой» (Эрмитаж)[5];
- «Отдых в пути»;
- «Стычка конницы»;
- «Нападение разбойников»;
- «Лагерь»;
- «Разбойники»;
- «Шествие на Голгофу».

Занимался также гравированием и исполнил семь офортов.